# (400265) 2007 RP143
(400265) 2007 RP143 es un asteroide perteneciente al cinturón de asteroides, descubierto el 23 de agosto de 2007 por el equipo del Spacewatch desde el Observatorio Nacional de Kitt Peak, Arizona, Estados Unidos.

## Designación y nombre
Designado provisionalmente como 2007 RP143.

## Características orbitales
2007 RP143 está situado a una distancia media del Sol de 2,420 ua, pudiendo alejarse hasta 2,899 ua y acercarse hasta 1,940 ua. Su excentricidad es 0,198 y la inclinación orbital 1,395 grados. Emplea 1375,08 días en completar una órbita alrededor del Sol.

## Características físicas
La magnitud absoluta de 2007 RP143 es 17,8.